# Okres České Budějovice
Der Okres České Budějovice (Bezirk Budweis) ist ein Bezirk in Tschechien. Er befindet sich in der Südböhmischen Region und enthält 109 Gemeinden. Der Bezirk erstreckt sich über eine Gesamtfläche von 1.638 km², in seinem Zentrum liegt die Stadt Budweis (tschechisch České Budějovice).

## Geographie

### Lage
Der Bezirk grenzt an alle anderen Bezirke Südböhmens (von Westen über Norden zum Süden – Český Krumlov, Prachatice, Strakonice, Písek, Tábor, Jindřichův Hradec). Südöstlich grenzt er an Österreich. Die Länge der Staatsgrenze beträgt 22 Kilometer.

### Fläche
Der Okres České Budějovice mit der heutigen Ausdehnung entstand im Jahr 1960. Mit einer Fläche von 1638 km² ist es der zweitgrößte Bezirk in Südböhmen und der zehntgrößte in Tschechien. Von der Gesamtfläche des Bezirkes wird 53 % landwirtschaftlich genutzt, 32 % sind Wälder, 5,6 % Wassergebiete und 1,4 % ist bebaut. Der Trend geht derzeit hin zur weiteren Bebauung der landwirtschaftlich genutzten Flächen und deren Bewaldung.

### Landschaft
Der größte Teil des Gebietes besteht aus einer Hügellandschaft. Den mittleren Teil bildet die Budweiser Pfanne, die Teil des Südböhmischen Talkessels ist und südöstlich in das Gratzener Bergland übergeht. Das nördliche Gebiet ist leicht wellig, der südliche Teil geht ins Vorgebirge über. Der höchste Berg ist Vysoká im Gratzener Bergland (1.034 m n.m.). Der tiefste Punkt liegt im Tal der Moldau bei Týn nad Vltavou (343 m n. m.) Die Mittlere Meereshöhe bewegt sich bei 500 m n. m.

### Gewässer und Wälder
Für den Bezirk charakteristisch ist der hohe Anteil an Wasserflächen. In diesen Gebieten wurden in früheren Zeiten bis zu 300 Teiche bewirtschaftet. Der bekannteste ist der Bezdrev bei Zliv. Von Süden nach Norden fließt die Moldau, die vor allem von der Malše und der Lužnice bei Týn nad Vltavou gespeist wird. Die Talsperre bei Římov auf der Malše versorgt einen großen Teil Südböhmens mit Trinkwasser. Die Moldau-Talsperre bei Hněvkovice wurde für die Versorgung des Kernkraftwerks Temelín gebaut. Der größte Anteil der Flüsse und Bäche im Bezirk gehört in die Kategorie „verunreinigt“.
Große Bedeutung bilden die Wälder als Rohstofflieferant für Holz und natürlicher Regulator des Klimas sowie des Wasserhaushaltes. Die meisten Mischwälder befinden sich im südlichen und nördlichen Teil des Bezirkes.

### Klima
Im Bezirk herrscht ein kälteres Klima mit einem Temperatur-Jahresdurchschnitt von 7 bis 8 °C. Die Mittlere Niederschlagsmenge bewegt sich von 400 bis 2.100 mm/m². 25 % der Niederschläge fallen im Frühjahr, 40 % im Sommer, 20 % im Herbst und 15 % im Winter.

### Städte und Gemeinden
Adamov (Adamstadt) – Bečice (Betschitz) – Borek (Bida) – Borovany (Forbes) – Borovnice (Borownitz) – Boršov nad Vltavou (Payreschau) – Bošilec (Boschiletz) – Branišov (Branischen) – Břehov (Schwiehalm) – Čakov (Groß Cekau) – Čejkovice (Tschejkowitz) – Čenkov u Bechyně – České Budějovice (Budweis) – Čížkrajice (Sitzkreis) – Dasný (Kronfellern) – Dívčice (Diwtschitz) – Dobrá Voda u Českých Budějovic (Gutwasser) – Dobšice (Dobschitz) – Dolní Bukovsko (Unterbukowsko) – Doubravice (Daubrawitz) – Doudleby (Teindles) – Drahotěšice (Drahoteschitz) – Dražíč (Draschitz) – Dříteň (Zirnau) – Dubičné (Dubiken) – Dubné (Duben) – Dynín (Dinin) – Habří – Hartmanice (Hartmanitz) – Heřmaň (Hermannsdorf) – Hlavatce (Hlawatetz) – Hlincová Hora (Pfaffendorf) – Hluboká nad Vltavou (Frauenberg) – Homole (Hummeln) – Horní Kněžeklady (Ober Knischeklad) – Horní Stropnice (Strobnitz) – Hosín (Hosin) – Hosty (Hosty) – Hradce (Prabsch) – Hranice (Julienhain) – Hrdějovice (Hartowitz) – Hůry (Hurr) – Hvozdec (Hwostetz) – Chotýčany (Schmiedgraben) – Chrášťany (Chrastan) – Jankov (Jankau) – Jílovice (Jilowitz) – Jivno (Gieben) – Kamenná (Sacherles) – Kamenný Újezd (Steinkirchen) – Komařice (Komarschitz) – Kvítkovice (Kwitkowitz) – Ledenice (Ledenitz) – Libín (Libin) – Libníč (Libnitsch) – Lipí (Lippen) – Lišov (Lischau) – Litvínovice (Leitnowitz) – Ločenice (Lotschenitz) – Mazelov (Mazalow) – Mladošovice (Mladoschowitz) – Modrá Hůrka (Blau Hurka) – Mokrý Lom – Mydlovary (Mydlowar) – Nákří (Nakersch) – Nedabyle (Hables) – Neplachov (Neplachow) – Nová Ves (Neudorf) – Nové Hrady (Gratzen) – Olešnice (Elexnitz) – Olešník (Wolleschnik) – Ostrolovský Újezd (Aujest Ostrolow) – Petříkov (Petersin) – Pištín (Pischtin) – Planá (Plan) – Plav (Plaben) – Radošovice (Roschowitz) – Roudné (Ruden) – Rudolfov (Rudolfstadt) – Římov (Rimau) – Sedlec (Selz) – Slavče (Slabsch) – Srubec (Strups) – Staré Hodějovice (Hodowitz) – Strážkovice (Straschkowitz) – Strýčice (Stritschitz) – Střížov (Driesendorf) – Svatý Jan nad Malší (Lotschenitz) – Ševětín (Schewetin) – Štěpánovice (Stepanowitz) – Temelín (Groß Temelin) – Trhové Sviny (Schweinitz) – Týn nad Vltavou (Moldauthein) – Úsilné (Woselno) – Včelná (Bienendorf) – Vidov (Wiederpolen) – Vitín (Wittine) – Vlkov (Wilkow) – Vrábče (Prabsch) – Vráto (Brod) – Všemyslice (Schemeslitz) – Záboří (Saborz) – Zahájí (Sahaj) – Závraty (Zawraten) – Zliv (Sliw) – Zvíkov (Zwikow) – Žabovřesky (Schabowres) – Žár (Sohors) – Žimutice (Schimutitz)
Der kleinste Ort (zugleich in ganz Tschechien) ist Vlkov mit 24 Einwohnern.

## Geschichte
Die früheste menschliche Besiedlung der Gegend erfolgte in der Bronzezeit. Die ersten slawischen Völker besiedelten um 800 vor allem die Gegend entlang der Maltsch (Pomalší). Der älteste schriftliche Nachweis von 1008 erwähnt das Dorf Doudleby. Dieser Ort gehörte damals den Slavnikiden. Ende des 12. Jahrhunderts wurden die Gemeinden Borovany, Olešnice, Mohuřlce, Něchov, Todně und Žár erwähnt. Der größte Teil der Besiedlung erfolgte im 13. und 14. Jahrhundert. Bedeutend war von Anbeginn die Königsstadt Budweis, die im März 1265 vom böhmischen König Přemysl Ottokar II. gegründet wurde.
Nach der Revolution von 1848/1849 im Kaisertum Österreich kam es am 1. Februar 1850 zur Gründung des sogenannten politický okres mit Sitz in Budweis.
Im Jahr 1960 entstand der Okres České Budějovice durch die Zusammenlegung der früheren Bezirke České Budějovice, Trhové Sviny und Týn nad Vltavou. Hinzu kamen einzelne Gemeinden aus den ehemaligen Bezirken Třeboň, Kaplice, Český Krumlov, Vodňany und Soběslav.
Am 1. Januar 2007 kamen aus dem Okres Tábor die Gemeinde Čenkov u Bechyně und aus dem Okres Písek die Gemeinde Dražíč hinzu.

## Bevölkerung
Zum Bezirk gehören 9 Städte und etwas über 100 Gemeinden, in denen insgesamt etwa 181 Tausend Einwohner leben. Damit gehört der Bezirk zu den bevölkerungsreichsten in Südböhmen und zum siebtgrößten in Tschechien. Auch die Bevölkerungsdichte von 110 Einwohner/km² ist die höchste im Kreis. Am dichtesten sind die Gebiete České Budějovice, Rudolfov, Hluboká nad Vltavou und Zliv besiedelt, gefolgt von der Gegend um Týn nad Vltavou und Trhové Sviny. Die niedrigste Bevölkerungsdichte wird im Gebiet Novohradec verzeichnet, was auf die Entsiedlung der Ortschaften entlang der Staatsgrenze unter dem kommunistischen Regime zurückzuführen ist. Etwa ¾ der Bewohner leben in Städten, der größte Teil in České Budějovice (55 %). Langfristig nimmt die Einwohneranzahl im Bezirk seit 1961 ab. In den letzten zehn Jahren konnte das Zuwanderungssaldo jedoch verbessert werden (+ 487), das Geburtensaldo ist jedoch negativ (−84). Das Durchschnittsalter in der Region beträgt 38,4 Jahre und liegt damit auf Höhe des Durchschnitts des Kreises.

## Politik und Soziales

### Bildung
Der größte Anteil der Schulen, des Gesundheitswesens, Einrichtungen der Kultur und des Sports sind auf die Städte konzentriert; vor allem auf České Budějovice, Týn nad Vltavou und Trhové Sviny. Im Bezirk gibt es 88 Kindergärten mit etwa 5000 Kindern, 56 Grundschulen mit 18.000 Schülern, 10 Gymnasien (3500 Schüler), 17 Fachschulen (4000 Schüler), 14 Ausbildungszentren (5000 Auszubildende), 5 Fachhochschulen (5000 Schüler). Daneben gibt es die Südböhmische Universität mit dem Schwerpunkt Landwirtschaft, Pädagogik, Biologie, Theologie und Gesundheitswesen mit etwa 5500 Studierenden.

### Forschung
In České Budějovice sind sechs Forschungsstellen der Akademie der Wissenschaften angesiedelt. Geforscht wird in den Bereichen Entomologie, Hydrobiologie, Parasitologie, Landschaftsökologie, Molekularbiologie und Bodenbiologie.

### Gesundheitswesen
Die medizinische Grundversorgung wird durch ein Krankenhaus mit 1.500 Betten, 4 Polikliniken, 119 praktische Ärzte, 84 Kinderärzte, 118 Stomatologen, 30 Gynäkologen, 155 Spezialärzten sowie 84 weitere Einrichtungen gebracht. Hinzu kommen 42 Apotheken.

### Sozialwesen
Im Bezirk gibt es sechs Altersheime mit 700 Betten, 2 Pensionen für Rentner mit 276 Betten und 8 weitere Einrichtungen mit 185 Betten. In der letzten Zeit wächst die Anzahl der Pflegeeinrichtungen. Derzeit gibt es 18 Häuser mit 753 Wohnungen. Die Gesamtkapazität der sozialen Einrichtungen kann derzeit 7 % der über 65-jährigen Bevölkerung aufnehmen.

### Umwelt
Obwohl sich die Situation in den letzten zehn Jahren wesentlich verbessert hat, gehört der Bezirk zu den Gebieten mit der höchsten Konzentration an Emissionen. Auch die Moldau und die anderen Flüsse sind belastet. Zu den saubersten Flüssen gehörte die Malše.

## Wirtschaft

### Bodenschätze
Der Bezirk hat wenige Bodenschätze. Bedeutend sind lediglich der Abbau von Grafit bei Týn nad Vltavou, Baurohstoffe (Granit, Quarz und Sand) sowie Torf. 

### Unternehmen
2001 waren im Bezirk etwa 40.000 Unternehmen gemeldet, davon 32.000 Personengesellschaften. Etwa 1000 Unternehmen stammen aus dem Ausland. Von 926.000 sozialversicherungspflichtig Beschäftigten sind entfallen auf die Wirtschaftsbereiche: 25,5 % Industrie, 14,8 % Erziehung und Unterricht, 11,7 % Handel und Reparaturen, 11,4 % Gesundheit und Sozialwesen, 10,8 % Baugewerbe. Der durchschnittliche monatliche Verdienst betrug 2001 15.178 Kč (etwa 500 EUR). Damit belegt der Bezirk in der Region den ersten, in Tschechien den 23. Platz. Die wirtschaftliche Struktur, der Fremdenverkehr und eine hohe Anzahl von Selbständigen beeinflussen positiv die wirtschaftliche Entwicklung des Bezirks. Der Bezirk hat mit 4,6 % Arbeitslosigkeit die niedrigste Arbeitslosenquote in Tschechien (Schnitt: 8,9 %). Die höchste Arbeitslosigkeit gibt es in dem wenig erschlossenen Gebiet von Neuburg (Novohradsko).
Die Produkte einiger Firmen sind auch weltweit bekannt, z. B. Bier Budvar oder Bleistifte Koh-i-Noor Hardtmuth. Anfang der 1990er Jahre wurde mit dem Bau des Atomkraftwerks Temelín begonnen.

### Industrie
Den größten wirtschaftlichen Anteil bilden die Nahrungsmittelindustrie, vor allem die Herstellung von Bier, sowie die Metallverarbeitung, die Bleistiftproduktion, die Baumaterialindustrie und der Maschinenbau. Industriezentrum ist České Budějovice, weiter Týn nad Vltavou, Zliv, Borovany, Lišově, Ledenice und Trhové Sviny.

### Tourismus
Landschaft und Natur locken viele Besucher aus Tschechien und dem Ausland in den Bezirk. 2001 besuchten 155 Tausend Touristen (48 % aus dem Ausland) den Bezirk. Die durchschnittliche Aufenthaltsdauer betrug vier Tage. Durch die Nähe zu Deutschland und Österreich sind noch zahlreiche Tagestouristen zu verzeichnen. Der ehemalige Militärflugplatz Planá befindet sich seit 2006 in Trägerschaft des Okres und der Stadt České Budějovice und soll zu einem internationalen Flughafen ausgebaut werden.

### Verkehr
Der Okres České Budějovice gehört zum Gebiet mit einer hohen Verkehrsdichte sowohl auf den Straßen wie auch auf der Schiene. Problematisch ist, dass der Bezirk von der Infrastruktur schlecht erschlossen ist. Dadurch wird das Wachstum der Wirtschaft behindert. Dabei ist im nördlichen Teil die Infrastruktur besser ausgebaut als im restlichen Bezirk. Die wichtigsten Verkehrsadern sind die Straßenverbindungen Dolní Dvořiště – České Budějovice – Praha (E 55) und Třeboň – České Budějovice – Plzeň (E 49). Alle anderen Straßen haben nur regionale Bedeutung. Ein Grenzübergang wurde in Gratzen eröffnet. Das Schienennetz besteht aus vier wichtigen Verbindungen: České Budějovice – Praha, České Velenice – České Budějovice – Plzeň, České Budějovice – Horní Dvořiště, České Budějovice – Volary.

## Kultur und Freizeit

### Kultureinrichtungen
Kultureinrichtungen gibt es vor allem in den Städten; in den kleineren Ortschaften beschränkt sich diese meist auf Bibliotheken, von denen es im Kreis 167 gibt. Hinzu kommen 12 Museen und 36 Galerien. Eine herausragende Stellung haben das Südböhmische Theater, das Südböhmische Museum und die Südböhmische Galerie von Alš.

### Sehenswürdigkeiten
Sehenswert sind das Schloss Hluboká, das ehemalige Jagdschloss Ohrada sowie die Burg Nové Hrady mit einer Ausstellung von altem Glas. Von kirchlichen Einrichtungen stammt aus der Zeit der Romanik das Kirchlein von Hosín, das älteste Kirchengebäude der Region. Hinzu kommen viele Kirchen im Stil der Gotik (Dolní Bukovsko, Doudleby, Ševětín, Dominikanerkloster Budweis) und des Barock (Trhový Sviny, Dobrá Voda, Týn nad Vltavou).
Zu den Baudenkmälern gehören viele Stadtgebäude in České Budějovice, dessen Stadtzentrum ein historisches Denkmalreservat ist.
In einer Reihe von Dörfern blieb die ursprüngliche folkloristische Architektur erhalten, vor allem im UNESCO-Weltkulturerbe Holašovice, in Bavorovice und Munice (Ortsteile von Hluboká nad Vltavou), Malé Chrášťany a Plástovice (Ortsteile von Sedlec), Mazelov, Radošovice, Vitín und Záboří.

### Museen
Die Lebensweise der Bevölkerung zeigt sich am besten in dem Museum in České Budějovice (Heimatmuseum, Motorradmuseum), in Týn nad Vltavou (Heimatausstellung, Steinsammlungen), in Vrábče (Informationen über das Atomkraftwerk Temelín), in Purkarec (Flößermuseum an der Moldau), in Rudolfov (Bergbaumuseum), in Lišová (Spielmaschinen), in Žumberk (folkloristische Möbel) und Buškův hamr (wasserbetriebene Maschinenschmiede).

### Naturdenkmäler
Auf dem Gebiet konnte eine große Anzahl von Naturdenkmälern erhalten werden. Zu den bedeutendsten und meistbesuchten gehört das Naturreservat Červené blato (331 ha umfassendes Moorgebiet) und das Naturdenkmal Terčino údolí (Parklandschaft aus dem 18. Jahrhundert), beide bei Nové Hrady.

### Freizeit
Als Sporteinrichtung sind zu erwähnen 12 überdachte Stadien, 30 Schwimmbäder, 320 Sportplätze, 81 Turnhallen, 6 Winterstadien sowie eine Reihe weiterer Einrichtungen.